# Iglesia de San Nicolás de Bari (Valdecañas de Cerrato)

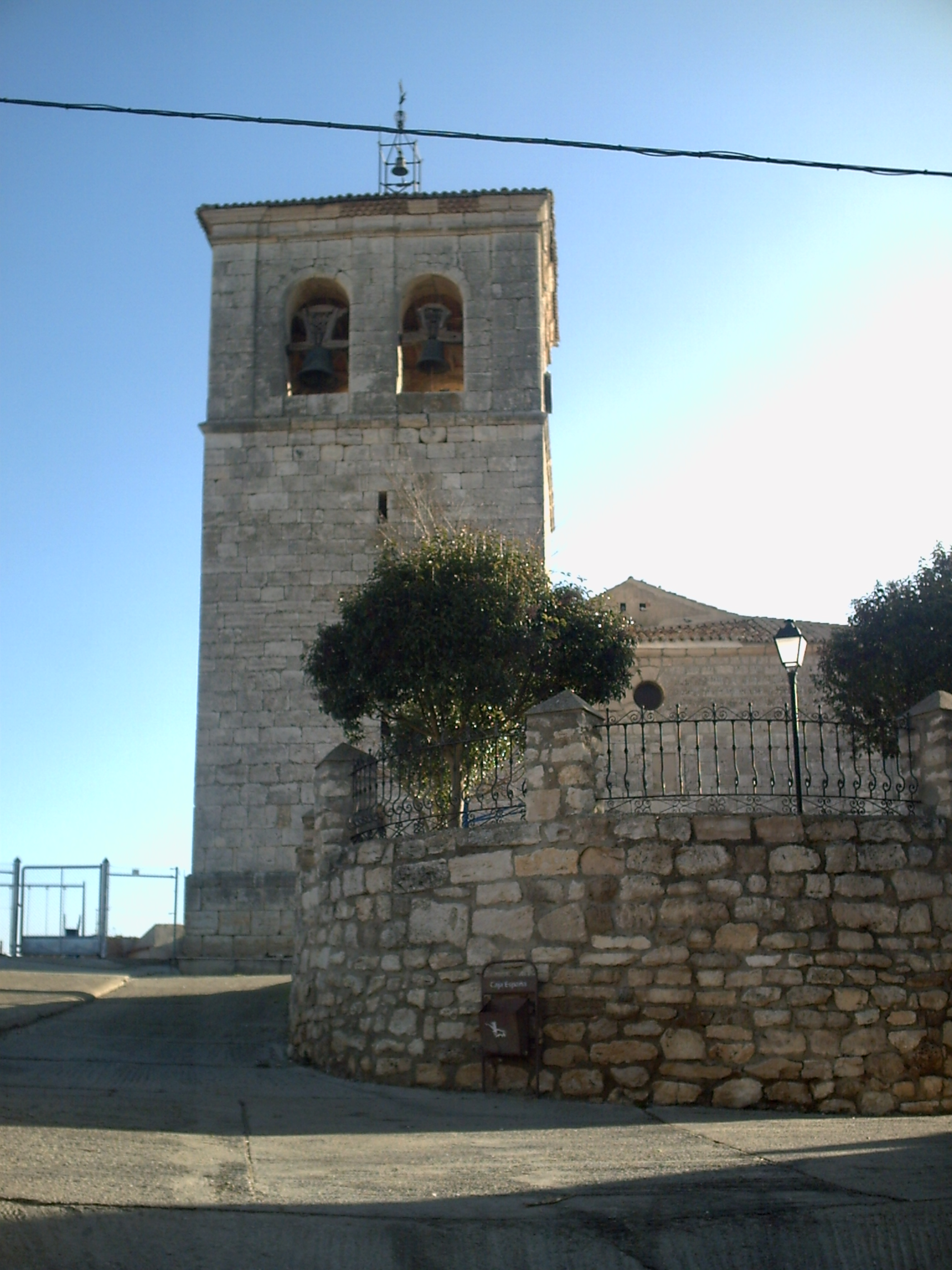
Iglesia parroquial de San Nicolás de Bari.

La Iglesia de San Nicolás de Bari es un templo católico situado en la localidad de Valdecañas de Cerrato (Palencia), y está dedicada a San Nicolás de Bari, patrón de la localidad.
Se trata de un edificio de estilo barroco, fechado en el siglo XVII. Resalta por su torre cuadrangular, construida en sillar, probablemente sobre el solar que ocupaba una anterior, de estilo románico.
Se encuentra situada en lo más alto del núcleo urbano. Está compuesta de tres naves y una capilla situada a la izquierda del altar mayor, en ella se venera a la Virgen del Campo, patrona de Valdecañas de Cerrato. 
El templo ha sufrido varias modificaciones y reformas, siendo una de las más importantes la que se realizó en 1780. En 2008 fue rehabilitada en profundidad. Hace años se exhibía colgada de una pared, una pintura flamenca representando la Adoración de los Reyes Magos, no así en la actualidad.
Junto al templo se encuentra ubicada una necrópolis medieval, el cementerio viejo, actualmente en desuso, pues existe otro construido posteriormente en la carretera de Torquemada.
Llegó a albergar hasta 6 cofradías: la del Santísimo, la Vera Cruz, la de Ánimas, Nuestra Señora del Rosario, la Virgen del Campo y la del patrón, San Nicolás de Bari.